# Thiego
Willian Thiego de Jesus, mais conhecido como Thiego (Aracaju, 22 de julho de 1986 — La Unión, 28 de novembro de 2016) foi um futebolista brasileiro que atuou como zagueiro ou lateral-direito.

## Carreira

### Sergipe
Willian Thiego se destacou atuando pelo Sergipe. Como tinha menos de vinte anos, foi contratado pelo Grêmio para jogar nas suas categorias de base.

### Grêmio
Foi lançado ao time profissional em 2007. Como na época havia o zagueiro William e o volante Willian Magrão, Willian Thiego passou a ser chamado apenas de Thiego, para evitar confusões entre nomes. Zagueiro de origem, o atleta acabou sendo utilizado em algumas partidas como lateral-esquerdo, pelo então treinador Mano Menezes.
Seu primeiro gol em jogos oficiais do grupo profissional do Grêmio ocorreu em 14 de junho de 2008, contra o Goiás. Na ocasião, ele havia entrado no lugar de Roger. O gol saiu aos quarenta minutos do segundo tempo, depois de arrancar do meio de campo, tabelar com Paulo Sérgio e chutar no canto alto do goleiro Harlei.
Em julho de 2009, Thiego renovou seu contrato até o fim de 2012.

### Kyoto Sanga
Em 1 de dezembro de 2009, o atleta foi repassado ao clube japonês Kyoto Sanga. O contrato é de empréstimo de um ano.
Em 2010 atuou pelo Kyoto Sanga, por empréstimo do Grêmio, retornando ao tricolor gaúcho no final do ano, quando encerrou o empréstimo.

### Bahia
Em 5 de janeiro de 2011, Thiego foi emprestado ao Bahia.

### Grêmio
Ao final do empréstimo, Thiego foi devolvido ao Grêmio e reapresentou-se em 9 de janeiro de 2012, passando a treinar em separado, aguardando negociação com outro clube.

### Ceará
Em 5 de março de 2012, Thiego acertou com Ceará até o fim de novembro. Thiego demonstrou bom futebol no Ceará, onde vinha sendo titular absoluto. Após disputar dois jogos pela Série B, ele se machucou em um treino, com previsão de ficar de fora por sessenta dias. Em 31 de outubro, Thiego foi dispensado e liberado pela diretoria alvinegra.

### Figueirense
Em 16 de janeiro de 2013, Thiego fechou com o Figueirense até dezembro.
Foi um dos grandes responsáveis pelo retorno do Figueirense à Série A do Brasileirão, sendo titular absoluto na zaga. No meio do turno do Campeonato Brasileiro da Série B, lesionou-se seriamente no músculo adutor longo do púbis, em um ano marcado por inúmeras lesões que minaram o clube. Na oportunidade, o departamento médico do time do estreito considerou que a temporada para o atleta estava encerrada. Entretanto, retornou muito antes do previsto, já em outubro, na vitória por 2–0 contra o São Caetano, demonstrando superação e raça. Importantíssimo na arrancada que fez o Figueirense subir à Série A, apesar de chances muito pequenas de acesso (estava em décimo faltando 7 rodadas), marcou o primeiro gol na goleada de 4–0 sobre o rival Avaí, que estava bem no campeonato.
Após longa tentativa de renovação com o atleta para o Campeonato Brasileiro da Série A de 2014, quando Thiego não demonstrou interesse em ficar, o zagueiro acabou saindo do clube.

### Khazar Lankaran
Acertou, em janeiro de 2014, com o Khazar Lankaran, do Azerbaijão.

### Chapecoense
Em janeiro de 2015, Thiego pediu liberação da equipe do Azerbaijão e acertou seu retorno para o futebol brasileiro, desta vez, para a Chapecoense. Conhecido como o "zagueiro artilheiro da Chape", em 84 partidas disputadas pelo clube, marcou nove gols, inclusive o gol da classificação para as semifinais da Copa Sul-Americana de 2016, contra o Junior de Barraquilla.
Com 8 gols marcados em 2016, Thiego foi o zagueiro que mais fez gols no Brasil no ano. 6 desses gols foram marcados no Brasileirão-16, o que fez dele o zagueiro com mais gols no torneio.

## Morte
Ver Artigo Principal: Voo 2933 da Lamia
Thiego foi uma das vítimas fatais da queda do Voo 2933 da Lamia, em 28 de novembro de 2016. A aeronave transportava a equipe da Chapecoense para Medellin, onde disputaria a primeira partida da final da Copa Sul-Americana de 2016. Além da equipe da Chapecoense, a aeronave também levava 21 jornalistas brasileiros que cobririam a partida contra o Atlético Nacional, da Colômbia.

## Estatísticas
Até 2 de abril de 2016.

### Clubes
| Clube             | Temporada         | Campeonato nacional | Campeonato nacional | Campeonato nacional | Copa nacional[a] | Copa nacional[a] | Copa nacional[a] | Competições continentais[b] | Competições continentais[b] | Competições continentais[b] | Outros torneios[c] | Outros torneios[c] | Outros torneios[c] | Total | Total | Total   |
| Clube             | Temporada         | Jogos               | Gols                | Assist.             | Jogos            | Gols             | Assist.          | Jogos                       | Gols                        | Assist.                     | Jogos              | Gols               | Assist.            | Jogos | Gols  | Assist. |
| ----------------- | ----------------- | ------------------- | ------------------- | ------------------- | ---------------- | ---------------- | ---------------- | --------------------------- | --------------------------- | --------------------------- | ------------------ | ------------------ | ------------------ | ----- | ----- | ------- |
| Sergipe           | 2006              | —                   | —                   | —                   | —                | —                | —                | —                           | —                           | —                           | 0                  | 0                  | 0                  | 0     | 0     | 0       |
| Sergipe           | Total             | 0                   | 0                   | 0                   | 0                | 0                | 0                | 0                           | 0                           | 0                           | 0                  | 0                  | 0                  | 0     | 0     | 0       |
| Grêmio            | 2007              | 11                  | 0                   | 0                   | —                | —                | —                | —                           | —                           | —                           | —                  | —                  | —                  | 11    | 0     | 0       |
| Grêmio            | 2008              | 13                  | 1                   | 0                   | —                | —                | —                | —                           | —                           | —                           | —                  | —                  | —                  | 13    | 1     | 0       |
| Grêmio            | 2009              | 21                  | 0                   | 0                   | —                | —                | —                | 5                           | 0                           | 0                           | 5                  | 0                  | 0                  | 31    | 0     | 0       |
| Grêmio            | Total             | 45                  | 1                   | 0                   | 0                | 0                | 0                | 5                           | 0                           | 0                           | 5                  | 0                  | 0                  | 55    | 1     | 0       |
| Kyoto Sanga       | 2010              | 10                  | 0                   | 0                   | 1                | 0                | 0                | —                           | —                           | —                           | —                  | —                  | —                  | 11    | 0     | 0       |
| Kyoto Sanga       | Total             | 10                  | 0                   | 0                   | 1                | 0                | 0                | 0                           | 0                           | 0                           | 0                  | 0                  | 0                  | 11    | 0     | 0       |
| Bahia             | 2011              | 5                   | 0                   | 1                   | 5                | 0                | 0                | —                           | —                           | —                           | 11                 | 0                  | 0                  | 21    | 0     | 1       |
| Bahia             | Total             | 5                   | 0                   | 1                   | 5                | 0                | 0                | 0                           | 0                           | 0                           | 11                 | 0                  | 0                  | 21    | 0     | 1       |
| Ceará             | 2012              | 17                  | 1                   | 0                   | 2                | 0                | 0                | —                           | —                           | —                           | 12                 | 0                  | 0                  | 31    | 1     | 0       |
| Ceará             | Total             | 17                  | 1                   | 0                   | 2                | 0                | 0                | 0                           | 0                           | 0                           | 12                 | 0                  | 0                  | 31    | 1     | 0       |
| Figueirense       | 2013              | 21                  | 3                   | 0                   | 5                | 1                | 0                | —                           | —                           | —                           | 17                 | 0                  | 0                  | 43    | 4     | 0       |
| Figueirense       | Total             | 21                  | 3                   | 0                   | 5                | 1                | 0                | 0                           | 0                           | 0                           | 17                 | 0                  | 0                  | 43    | 4     | 0       |
| Khazar Lankaran   | 2013–14           | 14                  | 2                   | 0                   | 4                | 0                | 0                | —                           | —                           | —                           | —                  | —                  | —                  | 18    | 2     | 0       |
| Khazar Lankaran   | 2014–15           | 15                  | 2                   | 0                   | —                | —                | —                | —                           | —                           | —                           | —                  | —                  | —                  | 15    | 0     | 0       |
| Khazar Lankaran   | Total             | 29                  | 2                   | 0                   | 4                | 0                | 0                | 0                           | 0                           | 0                           | 0                  | 0                  | 0                  | 33    | 2     | 0       |
| Chapecoense       | 2015              | 13                  | 1                   | 0                   | 0                | 0                | 0                | 4                           | 0                           | 1                           | 5                  | 0                  | 0                  | 22    | 1     | 1       |
| Chapecoense       | 2016              | 0                   | 2                   | 0                   | 0                | 0                | 0                | 0                           | 0                           | 0                           | 14                 | 2                  | 0                  | 14    | 2     | 0       |
| Chapecoense       | Total             | 13                  | 1                   | 0                   | 0                | 0                | 0                | 4                           | 0                           | 1                           | 19                 | 2                  | 0                  | 36    | 3     | 1       |
| Total na carreira | Total na carreira | 140                 | 8                   | 1                   | 17               | 1                | 0                | 9                           | 0                           | 1                           | 64                 | 2                  | 0                  | 230   | 11    | 2       |

- a. ^ Jogos da Copa do Brasil e Copa da Liga Japonesa
- b. ^ Jogos da Copa Libertadores da América e Copa Sul-Americana
- c. ^ Jogos do Campeonato Gaúcho, Campeonato Baiano, Campeonato Cearense e Campeonato Catarinense

## Títulos
Grêmio
- Campeonato Gaúcho: 2007
- Troféu Osmar Santos: 2008

Ceará
- Troféu Chico Anysio: 2012
- Campeonato Cearense: 2012

Chapecoense
- Campeonato Catarinense: 2016
- Copa Sul-Americana: 2016[22]

### Prêmios individuais
Ceará
- Melhor Zagueiro Direito do Campeonato Cearense: 2012

## Curiosidades
- Na época em que atuava pelo Grêmio, Thiego escapou de uma tragédia aérea. A delegação da equipe estava prevista para embarcar no voo TAM 3054 com destino a Goiânia para enfretar o Goiás no dia 19 de julho de 2007, porém ocorreu uma mudança de última hora que alterou a escala para Brasília.[23][24]